# Dalang (socken i Kina)
Dalang (kinesiska: 大浪乡, 大浪) är en socken i Kina. Den ligger i den autonoma regionen Guangxi, i den södra delen av landet, omkring 320 kilometer norr om regionhuvudstaden Nanning. Antalet invånare är 16739. Befolkningen består av 7 795 kvinnor och 8 944 män. Barn under 15 år utgör 21,0 %, vuxna 15-64 år 67 %, och äldre över 65 år 11,0 %.
Genomsnittlig årsnederbörd är 2 212 millimeter. Den regnigaste månaden är juni, med i genomsnitt 476 mm nederbörd, och den torraste är januari, med 67 mm nederbörd.